# جامعة كاليفورنيا (دافيس)

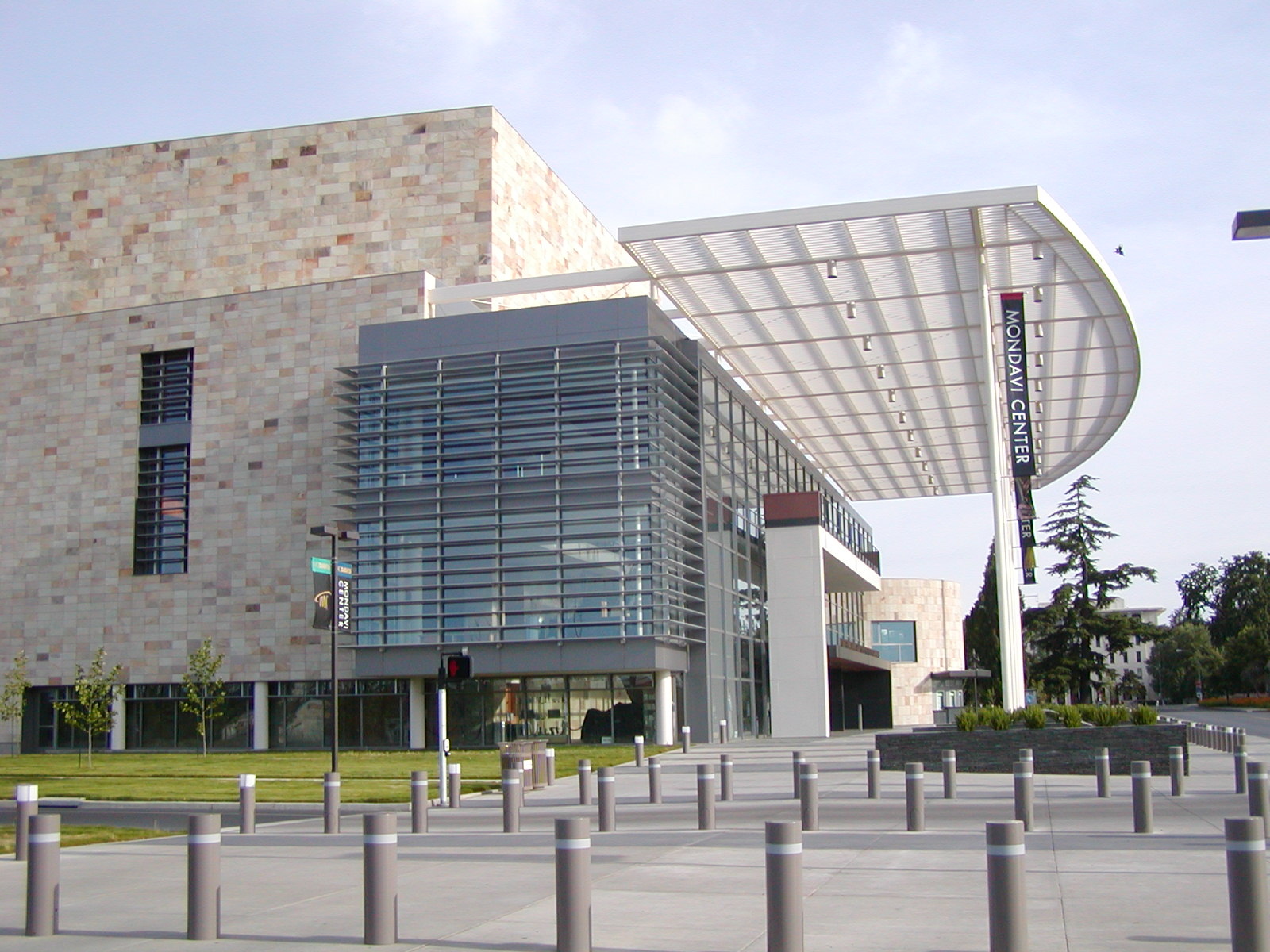
مركز موندافي للفنون الاستعراضي في جامعة كاليفورنيا، دافيس.

جامعة كاليفورنيا، دافيس (بالإنجليزية: University of California, Davis) وتعرف اختصارا باسم UC Davis هي جامعة تدريس وأبحاث عمومية أُسِّسَت عام 1905. تقع في دافيس، كاليفورنيا، الولايات المتحدة الأمريكية. بدأ الحرم الجامعي كقسم زراعي يتبع لجامعة كاليفورنيا، بركلي، وعلى الرغم من بقاء قسم كبير للزراعة في الجامعة فقد توسعت باقي الأقسام لتشمل برامج في الطب، القانون، الطب البيطري، التعليم، وإدارة الأعمال.

## أساتذة بارزون
- نهى رضوان: أستاذة مصرية أمريكية للأدب العربي والأدب المقارن.
- كمال إستينو: عُيِّن عام 1956م وزيرًا للتموين والتجارة في عهد الرئيس جمال عبد الناصر.
- د.فالح السليمان: أستاذ (بروفيسور) سعودي متخصص في الهندسة المكانيكية عين كمحافظ لهيئة التطوير الدفاعي في المملكة العربية السعودية بمرتبة وزير.
- ريموند إل. رودريجيز: أستاذ علم الوراثة.

## وصلات خارجية
- الموقع الرسمي